# КВ-12
КВ-12 — экспериментальный советский огнемётный танк времён Великой Отечественной войны. Создан на основе КВ-1.

## Предназначение
Проект танка был предложен конструкторским бюро завода №100 в 1942 году, получил кодовое имя «объект 232». Руководителем проекта был инженер С.Федоренко. По проекту танк мог применяться не только для уничтожения из огнемёта вражеских укреплений и живой силы противника, но и для заражения местности отравляющими веществами, постановки дымовых завес и очистки местности от ядовитых газов.

## Описание
Инженеры завода сохранили основное вооружение КВ-1, оставив 76,2-мм пушку и два 7,62-мм пулемета. Они только убрали основной курсовой пулемёт и разместили на его месте (в лобовом листе корпуса) огнемёт, приварив рядом бонки для крепления резервуаров и перегородки для воздушных трубок (на надгусеничных полках). Масса огнемётного оборудования составляла 2 тонны, общий объём заправки составлял от 400 до 1200 кг. Выброс огнесмеси осуществлялся сжатым воздухом из двух стандартных баллонов по 27 литров каждый. Оборудование защищалось передней бронеперегородкой толщиной 30 мм, а сзади, сбоку и сверху броня не превышала 12 мм. Ходовая часть на один борт состояла из 6 сдвоенных обрезиненных основных катков, 3 поддерживающих роликов, переднего ведущего и заднего направляющего колёс.

## Строительство
Был построен только один прототип в апреле-мае 1942 года. Он получил номер 6728 и был представлен как неучтённый КВ-1 ранней серии из экспериментальных вариантов. Машина имела массу дефектов корпуса и башни, но другого выбора у бригады инженера Федоренко не было. В мае 1942 полностью готовый танк передали на заводские испытания. По сумме тактико-технических данных он несколько превзошёл КВ-8, но чтобы не сбивать темпы выпуска серийной продукции, от производства КВ-12 решили отказаться.